# 5時からテレビ
『5時からテレビ』（ごじからテレビ）は、1989年4月から同年5月まで関西テレビで毎週月曜 - 金曜 17:00 - 18:00に放送されていたトーク番組。

## 概要
前番組『素敵!KEI-SHU5』に替わってスタートした平日夕方の帯番組で、バラエティからテーマトークを中心とする内容へとリニューアルした。司会は引き続き圭・修が務めていた。

## 出演者
- 清水圭（当時圭・修）
- 和泉修（当時圭・修）

| 関西テレビ 平日17時台                           | 関西テレビ 平日17時台                   | 関西テレビ 平日17時台                       |
| 前番組                                          | 番組名                                  | 次番組                                      |
| ----------------------------------------------- | --------------------------------------- | ------------------------------------------- |
| 素敵!KEI-SHU5 （1987年11月2日 - 1989年3月17日） | 5時からテレビ （1989年4月 - 1989年5月） | しっぽまでアンコ! （1989年5月 - 1989年6月） |